# Tetranchyroderma hystrix
Tetranchyroderma hystrix är en djurart som tillhör fylumet bukhårsdjur, och som beskrevs av Adolf Remane 1926. Tetranchyroderma hystrix ingår i släktet Tetranchyroderma och familjen Thaumastodermatidae. Arten är reproducerande i Sverige. Inga underarter finns listade i Catalogue of Life.